# Itraconazol
El itraconazol, también conocido como oriconazol, es un derivado imidazólico de última generación utilizado en medicina por sus propiedades antifúngicas. Químicamente es un derivado triazólico, al igual que el fluconazol o el voriconazol, de fórmula C35H38Cl2N8O4  y que se comporta como una base débil.

## Mecanismo de acción
A diferencia de las células humanas que presentan colesterol en su membrana celular, los hongos se caracterizan por tener ergosterol, de estructura similar al colesterol, y que se obtiene por la desmetilación del lanosterol. Esta reacción está catalizada por la enzima CYP51A1, específica de los hongos, la cual es inhibida por el itraconazol. Además, también se considera inhibidor de la glucoproteína P (GpP).
La selectividad de esta inhibición viene determinada por el grado de lipofilia del extremo azólico del antifúngico. En el caso del itraconazol, este extremo es muy lipofílico, lo que origina enlaces fármaco-citocromo muy estables, y explica la mayor especificidad por los hongos de este fármaco comparado con otros antifúngicos azólicos ( y por tanto, la menor incidencia de reacciones adversas al medicamento).
El itraconazol no induce el citocromo p-450 pero es un potente inhibidor de la enzima CYP3AP, lo que tiene trascendencia clínica a la hora de valorar sus interacciones.

## Farmacocinética
Por ser una base débil necesita un medio ácido para su absorción en el tubo digestivo, reduciéndose la absorción en condiciones de pH gástrico elevado (es decir, menos ácido). Se recomienda que el fármaco se tome con comida, en cuya situación se absorbe un 30% más, o con bebidas cítricas o de cola. Su escasa solubilidad en agua también limita su absorción, por lo que se dispone de una formulación que incorpora hidroxipropil-ciclodextrina, un oligosacárido cíclico que incrementa la solubilidad de compuestos lipofílicos en soluciones acuosas.
La difusión al líquido cefalorraquídeo (LCR) y su filtración por orina es mínima. Es ampliamente metabolizado a nivel hepático (se han documentado hasta 30 metabolitos), siendo su principal metabolito el hidroxi-itraconazol, que ha demostrado eficacia antifúngica in vitro.
Se elimina mayoritariamente por heces y mínimamente por orina. Se une a proteínas plasmáticas en un 99% y su vida media de eliminación es de 40 horas, tardando varios días en alcanzar niveles máximos de equilibrio en la sangre, por lo que se aconseja aumentar las dosis los primeros días para alcanzar niveles terapéuticos estables lo antes posible. La concentración plasmática no se modifica en presencia de insuficiencia renal ni decrece con hemodiálisis, elevándose en pacientes con insuficiencia hepática grave.

## Indicaciones
Su espectro implica:
- hongos dermatofitos;
- levaduras (Candida sp. y Cryptococcus neoformans)

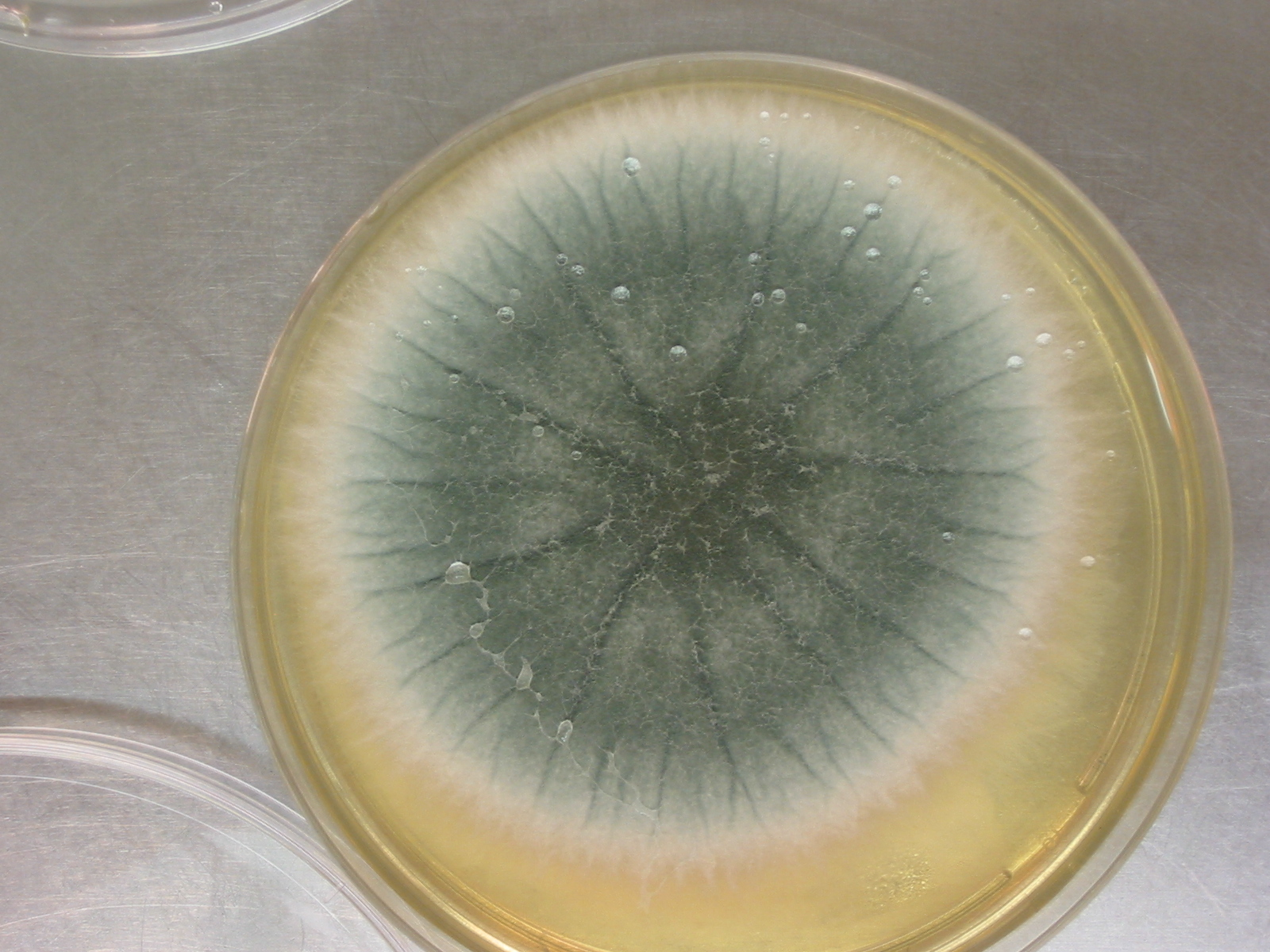
Cultivo de hongos

- hongos dimórficos (Histoplasma y Blastomyces)
- hongos dermatiáceos
- algunos hongos hialinos, incluido Aspergillus sp.;
- también se ha utilizado itraconazol en otras infecciones cutáneas producidas por:

Cryptococcus sp.
cromoblastomicosis
Fonsecaea pedrosoi
Cladosporium carrionii
Alternaria sp.
esporotricosis
coccidiomicosis
Phaeohyphomycosis
Fusarium sp.
leishmaniasis cutáneas (botón de Oriente)
Los datos clínicos sobre la utilización del itraconazol en pacientes pediátricos son limitados. No debe ser utilizado en niños por su capacidad carcinogénica probada en animales de laboratorio[cita requerida], a menos que el beneficio potencial supere el riesgo potencial. Está contraindicado en embarazo y lactancia.

## Interacciones
Las interacciones farmacológicas más importantes se detallan a continuación:
1. Fármacos que disminuyen los niveles del itraconazol:
  1. Porque disminuyen la absorción:
    1. Bloqueantes H2 :cimetidina, ranitidina o famotidina
    2. Los inhibidores de la bomba de hidrogeniones: omeprazol, pantoprazol, lansoprazol o esomeprazol, entre otros.
    3. Antiácidos: magaldrato, almagato, hidróxido de aluminio o bicarbonato sódico entre un largo etcétera.

  2. Porque aceleran el metabolismo: fármacos que inducen el citocromo p450, como la rifampicina, la carbamacepina o la fenitoína
2. Fármacos que aumentan los niveles del itraconazol: fármacos que bloquean el citocromo p450 como el ritornavir, indinavir, claritromicina y eritromicina.
3. Fármacos que aumentan sus niveles si se toman conjuntamente con el itraconazol: ciclosporina, digoxina, felodipino.
4. Fármacos contraindicados:
  1. Por aumento del riesgo de arritmias cardíacas: astemizol, cisaprida, dofetilida, levometadil, mizolastina, pimozida, quinidina, sertindol y terfenadina.
  2. Por riesgo de rabdomiólisis: lovastatina y simvastatina.
  3. Otros: alcaloides del cornezuelo de centeno, triazolam y midazolam.[7]
5. Fármacos que precisan reducir la dosis y un especial seguimiento médico si se toman de forma conjunta con el itraconazol:
  1. Anticoagulantes orales: acenocumarol y warfarina.
  2. Inhibidores de la proteasa VIH tales como ritornavir, indinavir, saquinavir.
  3. Ciertos agentes antineoplásicos tales como alcaloides de la vinca, busulfan, docetaxel y trimetrexate.
  4. Bloqueadores de los canales del calcio metabolizados por CYP3A4 tales como dihidropiridinas y verapamil.
  5. Ciertos agentes inmunosupresores: ciclosporina, tacrolimus, rapamicina (también conocido como sirolimus).
  6. Determinados inhibidores de la HMG-CoA reductasa metabolizados por el CYP3A4, como atorvastatina.
  7. Determinados glucocorticoides, como budesonida, dexametasona y metilprednisolona.
  8. Otros: digoxina, carbamacepina, cilostazil, buspirona, alfentanilo, alprazolam, brotizolam, disopiramida, midazolam (inteavenoso), eletriptán, halofantrina, rifabutin, repaglinida, ebastina y reboxetina.[7]

## Reacciones adversas
La tabla que sigue expone las RAM (reacciones adversas a medicamentos) recogidas en estudios antes y después de la comercialización del itraconazol, según los criterios CIOMS. La tasa de incidencia es en cada caso muy rara (menos de un caso cada 10.000 tratamientos: <1/10.000).
| Órgano afectado                              | Tipo de reacción adversa                                                                      |
| Pruebas de laboratorio                       | Anomalías en pruebas de función hepática, disminución del número de neutrófilos y linfocitos. |
| Trastornos cardíacos                         | Insuficiencia cardíaca congestiva.                                                            |
| Trastornos del sistema nervioso              | Cefalea, neuropatía periférica y mareos.                                                      |
| Trastornos respiratorios                     | Edema pulmonar.                                                                               |
| Trastornos gastrointestinales                | Diarrea, náuseas, vómitos y dolor abdominal.                                                  |
| Trastornos de la piel                        | Rash, síndrome de Stevens-Johnson, angioedema, urticaria, alopecia y prurito.                 |
| Trastornos del metabolismo y de la nutrición | Hipopotasemia                                                                                 |
| Otros                                        | Hepatitis, trastornos menstruales y reacción en el lugar de la inyección.                     |